# Peremptor kumaraensis
Peremptor kumaraensis är en tvåvingeart som först beskrevs av Miller 1913.  Peremptor kumaraensis ingår i släktet Peremptor och familjen parasitflugor. Inga underarter finns listade i Catalogue of Life.